# Grand Prix de Tennis de Lyon 2005
Grand Prix de Tennis de Lyon 2005 — тенісний турнір, що проходив на кортах з твердим покриттям у місті Ліон, Франція з 24 жовтня . Належав до категорії ATP International Series, був турніром серії Open Sud de France 2005 року.

## Фінальна частина

### Одиночний розряд
Енді Роддік —  Гаель Монфіс 6–3, 6–2

### Парний розряд
Мікаель Льодра /  Фабріс Санторо —  Джефф Кутзе /  Рогір Вассен 6–3, 6–1